# Senussiové
Senussi nebo Sanussi je název královské dynastie a muslimského politicko-náboženského hnutí v Libyi a regionu Súdán založené v Mekce roku 1837 Velkým Senussim, Saídem Muhammadem ibn Alí as-Senussi. Senussiové vládli Libyi oficiálně v letech 1951 až 1969, ale již od roku 1917 byli emíry Kyrenaiky (východní třetina Libye).

## Původ rodu

Tradiční prapor Senussiů, který poté inspiroval oficiální vlajku Kyrenaiky a později byl začleněn do střední části vlajky Libyjského království

Senussiové odvozují svůj původ od proroka Mohameda přes jeho dceru Fátimu, vnuka Hasana a pravnuka Hasana. Řadí se tak dalším muslimským, současným i bývalým panovnickým rodům, které odvozují svůj původ od proroka Mohameda (např. Hášimovci, Alavité, Kásimovci, Fátimovci, atd.) Přes Mohamedova vnuka Hasana, pravnuka Hasana a prapravnuka Abdalláha a jeho mladšího syna Idrise I., který založil v Maroku vlastní dynastie odvozují svůj původ právě Senussiové jako vedlejší větev Idrisidů. Další větev Idrisidů se později stala dynastií Husajnů, která vládla v Tunisku.

## Počátky rodu 1787–1860
Dynastie Senussiů byla v historii pro Evropany i ostatní celkově zvnějšku uzavřená, proto se informace o jejich a činech velmi liší. Ačkoli je možné si utvořit určitý obrázek ze života jednotlivých senussiovských šejků, získat jakékoli další podrobnosti je obtížné.
Senussi byl spojován s odklonem od islámské náboženské spirituality a naopak probuzením muslimské politické integrity. Byl ovlivněn hnutím salafi, do kterého zahrnul učení různých súfijských řádů. V letech 1902 až 1913 se členové rodiny Senussiů zúčastnili boje proti francouzské expanzi na Sahaře, stejně jako proti italské kolonizaci Libye na počátku roku 1911. V roce 1951 se vnuk Velikého Senussiho stal králem Libye jako Idris I. Roku 1969 byl král Idris I. svržen vojenským pučem vedeným plukovníkem Kaddáfím. Třetina libyjské populace zůstala na straně hnutí Senussi.

## Hlavy rodu (po roce 1951)
- Idris I. – 1969 († 1983)
- Hasan as-Senussi – 1969 až 1992 (†), synovec Idrise
- Muhammad as-Senussi – od 1992, syn Hasana